# Luis Carlos Sarmiento

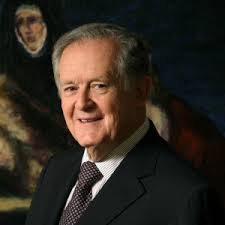
Luis Carlos Sarmiento, 2014

Luis Carlos Sarmiento Angulo (* 27. Januar 1933 in Bogotá) ist ein kolumbianischer Bauunternehmer, Bankier und Präsident der Organización Luis Carlos Sarmiento Angulo (OLCSA), der größten Unternehmensgruppe Kolumbiens mit Sitz in Bogotá. Das Konglomerat umfasst Unternehmen in den Bereichen Energie und Gas, Printmedien, Hotellerie, Agroindustrie, Industrie und Bergbau, Infrastruktur, Bauwesen und Finanzen. Sarmiento gilt als zweitreichster Kolumbianer mit einem Vermögen von ca. 8,08 Mrd. US$ (2020).

## Leben

### Familie und Jugend
Sarmiento ist Sohn einer bürgerlichen Familie, die mehr schlecht als recht über die Runden kam. Eduardo Sarmiento, sein Vater im Holzgeschäft und seine Mutter Georgina, war verantwortlich für die Hausarbeit und vermittelte der Familie Disziplin. Sarmiento war als kleiner Junge äußerst ehrgeizig, wollte immer der Erste in allem sein. Mit fünf Jahren konnte er schon lesen. Mit 14 Jahren hatte er seinen ersten Job bei Radio Difusora Nacional. Er studierte an der Universidad Nacional de Colombia Bauingenieurwesen und graduierte.

### Geschäftsmann
In seinem beruflichen Leben hat er ein Vermögen in der Bauindustrie angehäuft und es in Banken investiert. Seine Grupo Aval Acciones y Valores, die er seit 1999 persönlich leitet, steuert ein Drittel des gesamten Bankgeschäft in Kolumbien. Sein einziger Sohn, Luis Carlos Sarmiento Gutierrez, ist der amtierende CEO der Aval-Gruppe. Er absolvierte ein Ingenieurstudium an der University of Miami, dann einen MBA an der Cornell University. Luis Carlos Sarmiento Angulo kaufte im April 2012 Kolumbiens größte Zeitung El Tiempo und kündigte an in Bogotá ein Grand-Hyatt-Hotel zu bauen.

### Führungspersönlichkeit und Visionär
In Kolumbien wurde er als führender und visionärer Unternehmer beschrieben, der geschäftliche Möglichkeiten visualisierte, wo andere Schwierigkeiten sahen. Dieses Engagement für das Land ermöglichte es Unternehmen in verschiedenen Bereichen Produktion und Dienstleistung zu optimieren. Damit gilt er in Unternehmerkreisen als Garant für Solidität und Anerkennung, besonders im Bankenbereich und im Bausektor, die von ihm innovative Ideen beziehen.
Nach Angaben des US-amerikanischen Forbes Magazine ist Sarmiento mit 11,4 Milliarden US-Dollar Vermögen (2017) reichster Kolumbianer und in The World’s Billionaires gelistet. Sarmiento ist mit Fanny Gutiérrez de las Casas verheiratet und hat fünf Kinder.